# Lạc (Đông y)
Xin xem các mục từ khác có cùng tên ở Lạc (định hướng).
Lạc (絡 - đan lưới, mạng) trong Đông y là những nhánh phân ra từ Kinh.
Các tài liệu kinh điển như Nội Kinh, Nan Kinh đều xác nhận có 15 Lạc Mạch, đó là: 12 Lạc của 12 Kinh, 1 Đại Lạc của Tỳ, 2 Lạc của Kỳ Kinh Bát Mạch. Những Lạc nhỏ là các Tôn Lạc, Phúc Lạc chạy khắp thân thể không được tính đến.
Tuy gọi chung là Lạc Mạch nhưng xét về vị trí, chức năng, có thể phân làm hai loại Lạc Mạch là Lạc dọc và Lạc ngang.
Lạc dọc: là những nhánh tách ra từ Kinh chính, có thể đi song song với Kinh chính nhưng nó không đi vào sâu cũng không dài như các Kinh chính (Trung Y Học Khái Luận).
Lạc ngang: (Sách Trung Y Học Khái Luận gọi là Biệt Lạc) là những nhánh từ kinh mạch rẽ ra, thường ngắn vì chủ yếu là nối kinh khí giữa các Lạc và nguyên huyệt của hai đường kinh có quan hệ Biểu Lý với nhau.
Xét kỹ về Lạc Mạch, có thể nhận thấy:
+ Lạc ngang: đa số khu trú ở khủyu tay, bàn tay và bàn chân.

+ Lạc dọc: đi từ các kinh đến trực tiếp các tạng phủ và vùng đầu mặt.

+ Tôn Lạc: đa số nổi dưới da thành các mạch máu nhỏ.
1. Thủ Thái Âm Phế Kinh bắt đầu từ trung tiêu đi vòng xuống ruột già rồi chạy lên ngực, yết hầu đi ra cánh tay rồi chấm dứt ở đầu ngón tay cái.
2. Thủ Dương Minh Đại Trường Kinh bắt đầu từ đầu ngón tay trỏ chạy lên vai rồi chia thành hai nhánh, một xuống ruột già, một lên đầu chấm dứt ở cạnh mũi.
3. Túc Dương Minh Vị Kinh bắt đầu từ cạnh mũi một đằng chạy lên đầu, một xuống ngực, bụng đùi chân rồi kết thúc ở ngón chân cái.
4. Túc Thái Âm Tỳ Kinh từ ngón chân cái chạy lên bụng, chia thành hai nhánh, một lên vai qua cổ tới lưỡi, một từ dạ dày qua hoành cách mạc chấm dứt ở tim.
5. Thủ Thiếu Âm Tâm Kinh bắt đầu từ tim chia thành ba nhánh, một qua hoành cách mạc xuống ruột non, một theo thực quản lên mắt, một qua phổi tới ngón tay út.
6. Thủ Thái Dương Tiểu Trường Kinh bắt đầu từ đầu ngoài ngón tay út chạy theo tay lên vai gặp đốc mạch ở huyệt đại trung chia thành hai nhánh, một xuống ruột non, một lên mặt đi vào tai.
7. Túc Thái Dương Bàng Quang Kinh bắt đầu từ mi tâm chạy lên đỉnh đầu rồi vòng xuống cổ đi cạnh đường xương sống rồi chia làm hai nhánh chạy xuống chân và kết thúc ở cạnh bàn chân.
8. Túc Thiếu Âm Thận Kinh bắt đầu từ ngón chân út chạy theo chân qua gót chân lên đùi chia thành hai nhánh, một lên phổi, một lên lưỡi.
9. Thủ Quyết Âm Tâm Bào Kinh bắt đầu từ ngực nối liền tam tiêu rồi chạy sang cánh tay tới ngón tay giữa.
10. Thủ Thiếu Dương Tam Tiêu Kinh khởi đầu từ ngón tay đeo nhẫn chạy theo tay lên vai chia thành hai nhánh, một nối liền tam tiêu, một lên cổ vòng qua tai rồi ngừng lại tại mắt.
11. Túc Thiếu Dương Đởm Kinh.
12. Túc Quyết Âm Can Kinh bắt đầu từ ngón chân cái một chạy lên theo chân lên bụng đến ngực rồi quay lại bụng, một chạy lên cổ đầu mắt vòng qua đầu để gặp Đốc mạch.
13. Đốc mạch
14. Nhâm mạch
15. Đại Lạc của Tỳ